# Roești
Roești è un comune della Romania di 2 302 abitanti, ubicato nel distretto di Vâlcea, nella regione storica dell'Oltenia. 
Il comune è formato dall'unione di 10 villaggi:	Bărbărigeni, Băiașa, Băjenari, Ciocâltei, Frasina, Huieni, Piscu Scoarței, Râpa Cărămizii, Roești, Saioci.